# Johann von Bacmeister

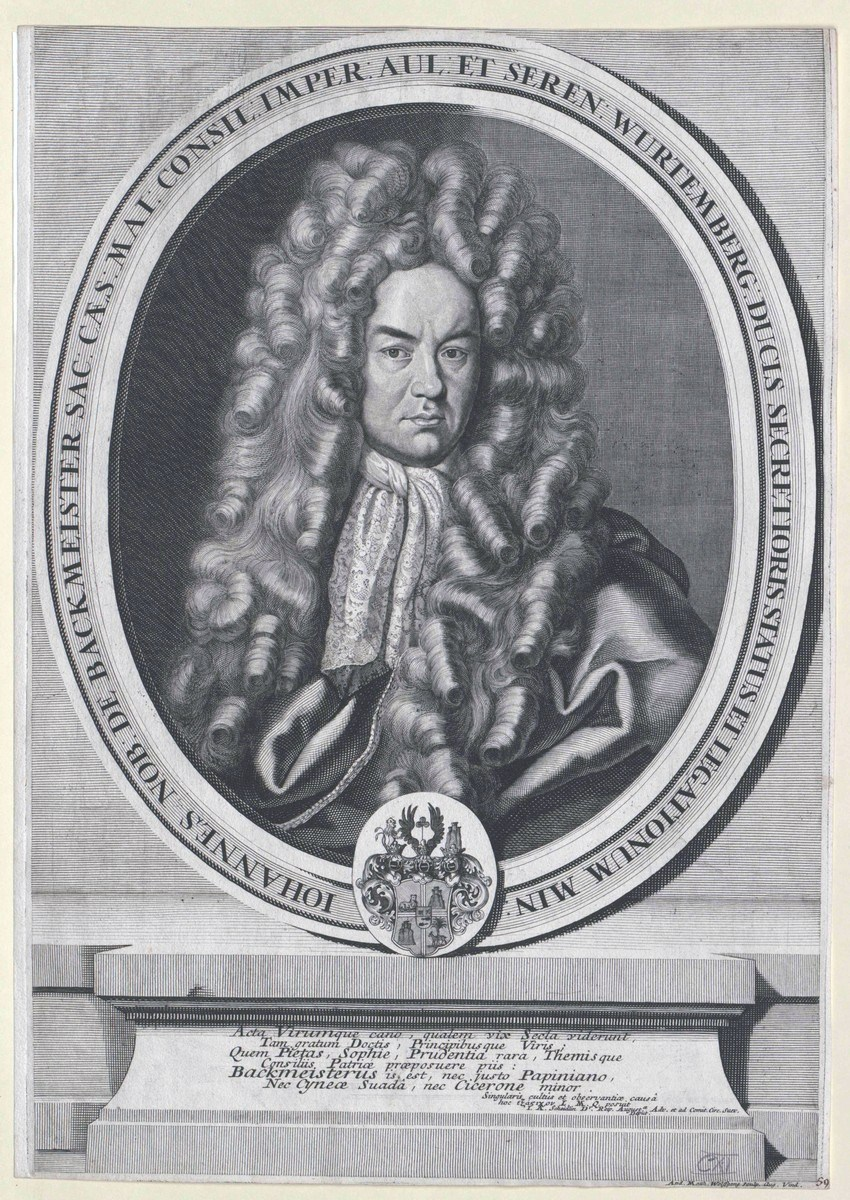
Iohannes nob. de Backmeister

Johann von Bacmeister, auch Johann von Backmeister, Johannes von Bacmeister (* 1. Januar 1657 in Rostock; † 22. Januar 1711 in Stuttgart) war ein deutscher Rechtswissenschaftler und Reichshofrat.

## Leben
Bacmeister war der Sohn des Rostocker Hochschulrektors und Leibarztes Johann Bacmeister der Jüngere und der Sophie Hedwig Wolffrat (1632–1676) und Mitglied der angesehenen Theologen- und Juristenfamilie Bacmeister. Er studierte Rechtswissenschaften zunächst an der Universität Helmstedt unter Hermann Conring sowie anschließend an der Universität Tübingen, wo er 1677 seine Studien erfolgreich abschloss. Bedingt durch den großen Rostocker Stadtbrand im gleichen Jahr, der zum Verlust eines Großteils des Vermögens und Buchbestandes seines Vaters Johann Bacmeister führte, konnte er von diesem nun nicht mehr unterstützt werden. Dank der Hilfe und Vermittlung von einflussreichen Kollegen und seines in Württemberg tätigen Vetters, des Oberrats Heinrich Bacmeister und dessen Familie, erhielt Bacmeister eine Hofmeisterstelle und konnte dadurch seine Studien an den Universitäten in Altdorf bei Nürnberg, Leipzig und Straßburg, wo er auch 1682 seine Dissertation schrieb, fortsetzen.
Anschließend kehrte er wieder nach Deutschland zurück und wurde von Jakob Friedrich Rühle als Sekretär und Advokat in den Dienst der schwäbischen Kreise und des Herzogtums Württemberg berufen. Im Rahmen dieser Tätigkeit wurde er von dem kommissarischen Regenten Friedrich Carl von Württemberg sowie von dessen offiziellem Nachfolger Eberhard Ludwig von Württemberg mehrfach als Gesandter Württembergs bei Kreistagen und am Kaiserhof eingesetzt.
Dies führte im Jahr 1690 zu seiner Beförderung zum Oberrat und fünf Jahre später zur Ernennung zum Syndikus der schwäbischen Kreise durch den Herzog von Württemberg. Im Jahr 1702 erfolgte seine weitere Beförderung zum Geheimen Legationsrat sowie wenige Monate später zum Wirklichen Geheimen Regimentsrat. Kaiser Leopold I. war ebenfalls von dem Engagement Bacmeisters angetan und erhob ihn bereits 1701 in den erblichen Adelstand. Darüber hinaus bot der Kaiser ihm mehrfach das Amt des Reichshofrates an, welches Bacmeister nach reiflicher Überlegung aber erst 1710 übernahm. Bereits einige Jahre zuvor, 1706, wurde er im Rahmen der V. Ortstagung in Ulm als Mitglied in die Reichsritterschaft aufgenommen und erhielt Sitz und Stimme für den Ritterkanton Kocher. Nach einer langwierigen Erkrankung als Spätfolge eines mangelhaft behandelten Zahngeschwürs, an dem er seit 1701 gelitten hatte, starb Johann von Bacmeister am 22. Januar 1711.
Johann von Bacmeister war verheiratet mit Johanna Keller, mit der er zwei Töchter hatte: Maria Hedwig, verheiratet mit dem Oberjustizrat Friedrich Ludwig von Maskosky, sowie Anna Johanna, verheiratet mit dem Obristen Eberhard von Geißberg.

## Werke
- De renuntiatione filiarum illustrium. Straßburg, Univ., Diss., 1682, Halae Magdeburgicae, 1735.